# F-02G
ドコモ スマートフォン ARROWS NX F-02G（ドコモ スマートフォン アローズ エヌエックス エフゼロニジー）は、富士通によって開発された、NTTドコモの第3.9世代移動通信システム（Xi）と第3世代移動通信システム（FOMA）のデュアルモード端末である。ドコモ スマートフォン（第2期）のひとつ。

## 概要
F-05Fの後継機種で、ARROWSシリーズでは初めてWQHD液晶が搭載されている。液晶は色や輝度の変化が少ない広視野角を誇る「IPS液晶」を採用。YouTubeのWQHD動画視聴や、WQHDサイズでの写真・動画撮影が可能な他、4K対応のビデオカメラで撮影し、SDカードに保存した4K動画の視聴に対応した。
3G/LTEとWi-Fiの同時通信「マルチコネクション」に対応しており、どちらかの電波が不安定な場合により電波の良い方につなぎ、安定した通信を行うことが可能となっている。またサーバーへ通信するリクエスト数を増やすことで、3G/LTEやWi-Fi単独の通信も高速で行うことができる。
インカメラは有効画素数が240万画素に向上したほか、レンズが広角になったことで複数人数でも綺麗に撮影できるようになった。また同梱の卓上ホルダにセットすると、シアターモードからインカメラをセルフタイマーモードで起動することができ、離れた場所に置いて撮影することが可能となっている。
端末のデザインは四隅をカットした八角形の「オクタゴンフォルム」とディスプレイの外周には強度に優れたアルミニウムを使用し、アンテナの役割も果たす「メタルエッジフレーム」を採用している。またBlackのみ、背面にサラサラとした素材を使用し、わずかな凹凸をつけ、手に心地よく吸い付くようなデザインとなっている。
静電容量を識別し、指でのタッチか手袋でのタッチかを自動的に判別するタッチパネルを搭載したことで、冬の寒い日など手袋をはめたままでもタッチ操作が可能となっている。また700MHzのLTE国際ローミングに対応している。
キャッチコピーは「世界最高峰の高精細ディスプレイと超高速通信を楽しめる3日持ちARROWS。」。

## 搭載アプリ
Google標準アプリ
- Chrome
- Gmail
- Google+
- Google検索
- Google設定
- Playストア
- Playブックス
- Playミュージック
- Playムービー
- YouTube
- ハングアウト
- 写真
- マップ
- ドライブ
- 音声検索

メーカー提供アプリ
- DiXiM Player
- KINGSOFT Office for Android
- KSfilemanager ※東京システムハウス提供
- ULTIASオススメ機能設定
- おサイフケータイ
- カメラ
- ギャラリー
- スッキリ目覚まし
- テレビ
- ブラウザ
- メール
- メッセージ
- 健康生活日記
- 設定
- 電卓
- @Fケータイ応援団（メーカーサイト）
- 取扱説明書
- 予定表

## 主な機能
| 主な対応サービス                                | 主な対応サービス                                      | 主な対応サービス                     | 主な対応サービス                                                  |
| ----------------------------------------------- | ----------------------------------------------------- | ------------------------------------ | ----------------------------------------------------------------- |
| タッチパネル/加速度センサー                     | Xi/FOMAハイスピード/VoLTE                             | Bluetooth                            | DCMX/おサイフケータイ/NFC/かざしてリンク/赤外線/トルカ            |
| ワンセグ/フルセグ/モバキャス                    | メロディコール                                        | テザリング                           | WiFi IEEE802.11a/b/g/n/ac                                         |
| GPS                                             | ドコモメール/電話帳バックアップ                       | デコメール/デコメ絵文字/デコメアニメ | iチャネル                                                         |
| エリアメール/ソフトウェアーアップデート自動更新 | デジタルオーディオプレーヤー(WMA・MP3他)/ハイレゾ音源 | GSM/3Gローミング(WORLD WING)         | フルブラウザ/Flash Player                                         |
| Google Play/dメニュー/dマーケット               | Gmail/Google Talk/YouTube/Picasa                      | バーコードリーダ/名刺リーダ          | ドコモ地図ナビ/ドコモ ドライブネット/Google Maps/ストリートビュー |

## 歴史
- 2014年9月30日 - NTTドコモより発表・事前予約開始。
- 2014年11月19日 - 発売開始[10]。

## アップデート・不具合など
2014年12月17日のアップデート
- プライバシーモードにおいてサイレント着信通知設定が有効とならない場合がある不具合を修正する。
- ビルド番号がV16R36FからV17R37Aになる。

2015年04月27日のアップデート
- 通話終了後に通話相手の不在着信が通知される場合がある不具合を修正する。
- ビルド番号がV17R37AからV18R38Dになる｡

2015年07月07日のアップデート
- 特定のアプリを起動した際に、まれに携帯電話（本体）が再起動する場合がある不具合を修正する。
- 特定の条件下において、ブラウザが強制終了する場合がある不具合を修正する。
- ビルド番号がV18R38DからV19R39Aになる｡

2015年9月17日のアップデート
- 特定のVPNに接続しようとした場合、正常に接続できない場合がある不具合を修正する。
- ビルド番号がV16R36F、V17R37A、V18R38D、V19R39AからV20R40Aになる。

2015年11月25日のアップデート（OSバージョンアップ）
- Android 5.0へのバージョンアップが配信された。
- NX!ホームにて、ショートカット作成アプリで作成したショートカットが正しく動作しない場合がある不具合を修正する。
- ビルド番号がV16R36F、V17R37A、V18R38D、V19R39A、V20R40AからV08R23Aになる。

2015年12月21日のアップデート
- まれに特定のエラーメッセージが表示され、正常に操作できない場合がある不具合を修正する。
- 特定の機器とまれにBluetooth接続できない場合がある不具合を修正する。
- ビルド番号がV16R36F、V17R37A、V18R38D、V19R39A、V20R40A、V08R23AからV09R24Aになる。

2016年12月21日のアップデート
- Bluetooth機器とペアリングした際に、接続先機器からの操作が正常に行えない場合がある不具合を修正する。
- ビルド番号がV08R23A、V09R24DからV10R27Aになる。

2018年3月19日のアップデート
- より快適にご利用いただけるよう品質を改善。
- ビルド番号がV08R23A、V09R24D、V10R27AからV11R29Bになる。